# Bertrand Le Boucher d'Hérouville
Bertrand Le Boucher d'Hérouville, marquis d’Hérouville, né le 9 octobre 1911 à Cambrai et mort le 16 septembre 1944 à Flossenbürg (Allemagne) est un militaire, un résistant, mort en déportation en 1944
.

## Biographie
Le père de Bertrand est Henri-Marie Le Boucher d'Hérouville, capitaine d'infanterie. Détaché à l'État-major de la 4e division d'infanterie, il est tué le 14 septembre 1916 à Raucourt (Somme). 
Comme son père, Bertrand est saint-cyrien, de 1932 à 1934 (promotion Bournazel). Il se marie le 27 octobre 1936 avec Nicole Marie Jeanne Chavane de Dalmassy (1912-2006), avec qui il aura quatre enfants. En septembre 1939, à la déclaration de guerre, il est au 4e spahis, au levant. Blessé en 1941, il est rapatrié en métropole et il commande le 5e régiment de dragons jusqu'à sa dissolution le 27 novembre 1942. Il est alors affecté à Mâcon. Il devient membre du réseau de la résistance Marco Polo. Sur dénonciation il est arrêté le 18 septembre 1943. La gestapo l'emprisonne à Montluc à Lyon d'où il est transféré au camp de Royallieu de Compiègne ; de là, il est déporté à Buchenwald. Il meurt d'épuisement à Flossenburg  son corps est passé au four crématoire.

## Décorations
- Chevalier de la Légion d'honneur
- Croix de guerre 1939–1945, palme de bronze
- Médaille de la Résistance française